# Carlo Vita
Carlo Vita pseudonimo di Vita Carlo Fedeli (Verona, 28 luglio 1925 – Garlasco, 11 maggio 2019) è stato uno scrittore e giornalista italiano.

## Biografia
Dopo la laurea in legge si è occupato di giornalismo a Verona e Genova (1949-59) e comunicazione aziendale a Genova e Milano; è stato capo ufficio stampa e attività editoriali delle Acciaierie di Cornigliano e dell'Italsider, di cui ha diretto la rivista, nel periodo 1960-65; poi dirigente delle relazioni esterne del Gruppo Ansaldo, dal 1980 al 1983.
Ha lavorato nell'illustrazione, in particolare disegnando per il quotidiano "L'Arena" di Verona (1951-61).
Nel tempo libero si è dedicato a pittura, acqueforti e acquetinte.
È stato tra i fondatori del "Circolo del Cinema di Verona" (1947) tuttora attivo, e del Gruppo Cooperativo di Boccadasse-Galleria del Deposito di Genova (1963-69).
Ha collaborato a diverse riviste e al Dizionario Bompiani delle opere e dei personaggi.

## Opere
Ha curato una biografia del padre (Aldo Fedeli. Il sindaco della ricostruzione di Verona. La vita e il ricordo nel centenario della nascita, Verona, Cierre Edizioni, 1996) e il libro postumo del regista Ubaldo Parenzo sul Piccolo Teatro di Verona (2003).
Ha pubblicato i libri di versi Piccola antologia di Grê. Cani e gatti. Voci di là (Ruta di Camogli, CV Edizioni, 2005) (sul cimitero dei cani di Rapallo) e Illusioni ottime (Pasian di Prato, Campanotto, 2006).
Per gli amici ha edito privatamente Versi per versi (1961), Felicità raggiunta, si cammina (1974), Hai q? (2003), Figure, probabilmente (2005), Mediomassime. Appunti per il Terzo Millennio (2015) e Cento Rifavole (2018). Nel 2017 sono apparsi su "Soglie" alcuni testi in versi, Parole per scegliere.
I disegni con cui ha illustrato Felicità raggiunta, si cammina sono stati ripresi in un grande allestimento sul tema del Movimento alla Biennale d'Architettura di Venezia del 2008 (contemporaneamente alla sua vittoria al Premio LericiPea per l'inedito).
Nel 2010 è uscita una nuova edizione illustrata di Felicità raggiunta, si cammina. 33 variazioni sul tema del camminare (Genova, il Canneto editore, 2010). Lo stesso editore ha dato alle stampe il volume di disegni Contare i sassi (2011) e l'antologia Parola di Marlowe. 1000 (o quasi) citazioni da Raymond Chandler (2016). Nel 2017 pubblicò il libretto di testi e disegni Rifavole; una scelta è apparsa su "Paragone-Letteratura", febbraio-giugno 2020.  
Un suo ricordo è apparso su Poesia, 350 (luglio/agosto 2019). La stessa rivista Poesia ha ospitato suoi versi nel n. 256 (gennaio 2011) e suoi articoli su Ezra Pound (n. 229, luglio/agosto 2008) e sul Credo veneziano di Rudolf Hagelstange (n. 340, settembre 2018). I 35 sonetti del Credo veneziano sono stati editi con una sua Nota da Il Canneto Editore nel 2022.   
Testi e opere grafiche di Carlo Vita sono raccolti in un sito a lui dedicato. 